# Grammaire japonaise

Grammaire japonaise (日本語文法) en japonais.

La grammaire japonaise est de type agglutinant, avec un alignement nominatif-accusatif, et dont l'ordre des constituants est dépendant-tête et SOV (sujet-objet-verbe). Le marquage des relations entre constituants se fait sur les dépendants, et les rôles syntaxiques des noms dans la phrase sont marqués par des particules s'attachant après eux. Il n'y a pas d'accord en genre, en nombre ou en personne.

## Phrase

### Généralités
En japonais, le prédicat (constitué par un verbe, un adjectif ou la copule) est placé à la fin de la phrase et tous les autres termes avant. L'ordre des différents termes est en général le suivant :
- thème : marqué par la particule wa (は?)
- sujet : marqué par la particule ga (が?) ;
- autres compléments (objet indirect, lieu, etc.) ;
- objet : marqué par la particule o (を?).

Par exemple :
- Un enfant a mangé une pomme. (子どもはりんごを食べました。, Kodomo wa ringo wo tabemashita.?)

Tous les termes de la phrase peuvent être en principe thématisés. Un terme thématisé se place avant les autres :
- りんごは子供が食べました　(ringo wa kodomo ga tabemashita) : l[es/a] pomme(s), c'est un enfant qui les a mangées.

En revanche un terme focalisé, par exemple avec la particule mo (も), reste en général à sa place habituelle :
- 彼女は魚も買いました　(kanojo wa sakana mo kaimashita) : elle a acheté du poisson aussi.

En outre, un terme de la phrase peut rester non exprimé si son référent a déjà été évoqué ou s'il est évident :
- Comment-allez vous ? (おげんきですか。, o genki desu ka.?) (Dans un dialogue, il est clair que l'on parle de l'interlocuteur et le sujet est donc absent.)

Les particules qui suivent les principales parties de la phrase sont un outil précieux pour comprendre le sens. Cependant, s'ils sont assez facilement identifiables à l'écrit, il en va tout autrement à l'oral.
Contrairement au français, les mots d'une phrase japonaise ne sont pas séparés par des espaces. En revanche, le japonais utilise des virgules pour indiquer la respiration d'une phrase complexe. La virgule japonaise est orientée différemment de la virgule occidentale : 、 Quant à l'équivalent du point, il s'agit d'un petit cercle : 。
Par exemple : « Ça, c'est super ! » ('それは、すごい。, sorewa, sugoi.)
Le discours rapporté est signalé par des chevrons. 「」 Par exemple : « Il a dit : "c'est super" » (「すごい」と言った。, sugoi toitta.)

### Sujet
En réalité, bien que la structure de la phrase japonaise commence par le sujet, celui-ci est rarement marqué comme tel et même souvent absent.
Premièrement, dans la majorité des cas, on ne trouvera pas la marque du sujet が (ga), mais bien la marque は (wa) qui, bien qu'elle s'applique souvent au sujet, représente en réalité ce sur quoi le locuteur souhaite attirer l'attention de celui qui l'écoute, c'est-à-dire un point particulier de son message, supposé connu des deux. Un peu comme si en français, au lieu d'un sujet, on commençait les phrases par à propos de…. Le point important, c'est que la marque は (wa) peut s'appliquer à une autre partie de la phrase que le sujet, et dans ce cas, le sujet sera plutôt marqué par が (ga). La particule は (wa) ne s'applique par contre jamais aux pronoms interrogatifs 何 (nani) (quoi) ou だれ (dare) (qui). La particule は (wa) peut aussi servir à mettre en évidence un contraste : M. A mange, M. B ne boit pas ⇒　Aさんは食べます、Bさんは飲みません。(A san wa tabemasu, B san wa nomimasen). Il est parfois difficile de distinguer si la particule wa est utilisée pour marquer un contraste. Quand on veut mettre l'accent sur un contraste et que cela n'apparait pas dans la structure de la phrase, on peut l'accentuer par l'inflexion vocale. Par exemple, dans la phrase　ビールは飲みます　(biru wa nomimasu) (« je bois de la bière », mais en mettant l'accent sur le fait que c'est de la bière que je bois, on pourrait dire : « à propos de bière, c'est ça que je bois »), mais si on accentue le wa pour marquer le contraste, alors la phrase signifie plutôt « je bois de la bière (et rien d'autre) ».
Ensuite, très souvent, un certain nombre d'éléments de la phrase japonaise sont éludés quand ils peuvent être déduits du contexte. C'est par exemple le cas du « je » quand il est sujet : je suis étranger 私は外人です。 (watashi wa gaijin desu) devient 外人です。
☀ éluder (gaijin desu).
À noter que les particules en japonais ne se limitent rarement qu'à un seul sens grammatical. Par exemple, が (ga) peut aussi servir de conjonction de coordination avec le sens « mais ».

### Accord
Les verbes et les adjectifs ne s'accordent pas avec le sujet et sont invariables en genre, nombre et personne.
Il est habituellement le contraire du français.

### Pronoms personnels
Les mots japonais que l’on considère comme des pronoms personnels se comportent exactement comme des noms. Ils ne sont souvent pas nécessaires à la phrase quand ils peuvent être déduits du contexte, et dans ce cas, leur présence n’a pour résultat que d’accentuer le rôle de la personne ainsi mise en scène, au même titre qu’un « moi » dans un énoncé du type « moi, je mange. » Par ailleurs, ils n’influencent en aucune manière la forme du verbe auxquels éventuellement ils se rapportent.
La multiplicité des mots ayant pour sens « moi », « toi », « il », « elle » etc. vient du fait qu’une personne grammaticale en japonais ne s’exprime que dans le cadre de la relation hiérarchique qu’elle entretient avec les autres personnes.
Ces mots n’étant rien de plus que des noms, il est courant, et recommandé lorsque la relation hiérarchique entre le locuteur et l’interlocuteur ne permet pas leur usage, d’utiliser à la place le nom (suivi de さん ou d’un dérivé) ou bien le statut de l’interlocuteur ou du référé, dans le cas d’une troisième personne.
Dans tous les cas, ces mots sont avant tout à considérer comme des marqueurs indiquant la hauteur relative des personnes en présence sur une échelle hiérarchique.

### Verbe
Le japonais distingue deux aspects : accompli (ou perfectif) et inaccompli (imperfectif). L'accompli est marqué par les formes « た » et dérivées des verbes, adjectifs et copules ; l'inaccompli est la forme non marquée de ces monèmes.
Les valeurs « passé », « présent », « futur », etc. seront déterminées par le moment exprimé dans le syntagme central de l’énoncé.

## Particularités

### Langage de politesse
Grammaticalement, la politesse (敬語, keigo) est marquée en japonais par la forme du verbe et l'utilisation de la forme honorifique des mots. Cependant, la politesse japonaise ne s'arrête pas là et le choix du vocabulaire ou bien même le sujet abordé, sont des éléments autant sinon plus importants. En effet, on peut très bien être impoli en employant une forme grammaticalement polie. Il existe de nombreux niveaux de politesse en japonais, que l'on peut aussi appeler niveaux de hiérarchisation. La société japonaise est segmentée en groupes : les amis, les collègues, l'université, l'entreprise, la chorale, le club de sport, etc. Dans chaque groupe existe une hiérarchie stricte ou implicite basée sur des critères spécifiques à ce groupe.
La politesse par rapport à la personne à qui l'on s'adresse se fait en utilisant la forme formelle (en -masu) des verbes. La politesse (ou plutôt, la déférence) par rapport à la personne de qui on parle se fait en choisissant un verbe de déférence (ou de modestie si le verbe a comme sujet le locuteur ou son entourage). Ces deux concepts sont orthogonaux, ce qui donne, du moins en théorie, quatre combinaisons différentes possibles, selon les situations.
En résumé, il existe deux types de politesses :
1. haut–bas (groupe) : relation patron–employé, relation professeur–élève, etc. ;
2. intérieur–extérieur (groupe) : société–client, famille–non famille, etc.

Dans l'exemple d'un employé qui parle à son chef, il s'adressera à lui en s'abaissant (modestie) lorsqu'il parlera de lui-même et en portant son chef sur une estrade (respect). L'employé fera de même lorsqu'il s'adressera à un client.
Dans le cas d'un employé parlant de son chef à un client, c'est le deuxième type de politesse qu'il utilisera ; il l'abaissera (modestie).
Exemple :
- l'employé s'adressant à son chef l'appellera par exemple 田中部長 « Tanaka buchou » (chef de département) ;
- l'employé parlant de son chef à un client, il dira simplement 田中 « Tanaka ».

### Non-dit
Le non-dit est très courant en japonais. Il s'exprime par :
- les sous-entendus : des parties de la phrase (surtout le sujet) sont sous-entendues et déduites à partir du contexte. Ceci est la source de l'une des difficultés que rencontrent les étrangers qui apprennent le japonais. Par exemple, 買いますか (kaimasu ka), selon le contexte, peut se traduire achètes-tu ?, achetons-nous ?, etc. ;
- les phrases en suspens : les phrases non finies qui marquent que leurs auteurs expriment un fait relatif et non pas définitif. Le non-dit se déduit à partir du contexte. Les phrases en suspens invitent implicitement l'autre interlocuteur à reprendre la parole. Le mot ga (mais, vocabulaire poli) est très utilisé pour laisser une phrase en suspens. Par exemple, 遅いですが… (Osoi desu ga…) (il est tard, mais…), 部屋を予約したいんですが... (heya wo yoyakushitai n'desu ga…) (je voudrais réserver une chambre, mais…)

### Donner et recevoir
Le japonais possède plusieurs verbes pour exprimer l'acte de « donner » et de « recevoir », différents selon les participants et la direction du don, c'est-à-dire selon qui donne et qui reçoit. Ils n'ont pas de correspondants exacts dans les langues occidentales. On les appelle les bénéfactifs. Autrement dit, ce sont des verbes utilisés comme auxiliaires qui déterminent les actants du verbe. On peut aisément deviner le sujet et le patient du verbe grâce à ces auxiliaires.
Les verbes sont les suivants :
- って上げる (ageru) et sa forme en keigo 差し上げる (sashiageru) : « je donne à quelqu'un » ;
- ってくれる (kureru) et sa forme en keigo 下さる (kudasaru) : « quelqu'un donne à quelqu'un (dont moi) » ;
- ってもらう (morau) et sa forme en keigo いただく (itadaku) : « quelqu'un (dont moi) reçoit de quelqu'un d'autre ».

Exemples :
- ご飯を作る？ (gohan wo tsukuru ?) : selon le contexte, « je prépare à manger ? » ou « tu prépares à manger ? » ;
- ご飯を作ってくれる？ (gohan wo tsukutte kureru ?) : « tu me prépares à manger ? » ou « il/elle te prépare à manger ? » ;
- ご飯を作ってあげる。 (gohan wo tsukutte ageru.) : « je te/lui prépare à manger. » ;
- ご飯を作ってもらう。 (gohan wo tsukutte morau.) : selon le contexte, « il/elle me prépare à manger » ou « je demande qu'on me prépare à manger. ».

Le verbe くる (« venir ») peut également s'utiliser dans certains cas comme auxiliaire bénéfactif :
手紙を送ってきた (tegami wo okutte kita) littéralement « une lettre a été envoyée et est venue » : « j'ai reçu une lettre ».

### Adjectifs
Il existe deux groupes d'adjectifs :
- les adjectifs verbaux, qui finissent par un i (い?)[2] et qui peuvent être modifiés de la même manière que les verbes (antériorité, négation, etc.) ;
- les adjectifs nominaux, qui se comportent comme des noms et pour lesquels les modifications seront portées sur la copule.

### Particules
Le japonais utilise des particules pour indiquer la fonction des mots (sujet, complément d'objet direct, etc.).

Note :
1. La particule de thématisation se prononce wa mais on utilise le hiragana は (ha) ;
2. La particule de complément d'objet direct se prononce o mais on utilise le hiragana を (wo) ;
3. La particule de direction se prononce é mais on utilise le hiragana へ (he).

D'autres particules dites finales, sans rôle sémantique propre autre que leur connotation (ne, yo, ka) sont régulièrement utilisées pour enrichir le sens de la phrase. ne représente une demande d'approbation légère à son interlocuteur. yo affirme une confiance dans la phrase énoncée. ka exprime une question posée à son interlocuteur. L'usage répété de certaines de ces particules peut-être perçu comme genré, en cela que les particules qui indiquent une approbation, ou qui exprime l'incertitude, peuvent être perçus comme plus féminins.  

### Comptage
Compter des objets, des animaux ou des personnes en japonais est assez spécifique. En effet, il est nécessaire d'intercaler entre le nombre et l'objet du comptage un suffixe dépendant de la nature de cet objet. Parfois, la prononciation du nombre peut même en être affectée.
| Français                | Rōmaji           | Kana             | Kanji        |
| ----------------------- | ---------------- | ---------------- | ------------ |
| Deux personnes          | futari (no hito) | ふたり（のひと） | 二人（の人） |
| Deux feuilles de papier | nimai no kami    | にまいのかみ     | 二枚の紙     |
| Deux chats              | nihiki no neko   | にひきのねこ     | 二匹の猫     |

## Différences majeures avec le français
Il existe de fortes différences entre le japonais et le français :
- la syntaxe est rigide et le verbe se met à la fin de la phrase ;
- l'énoncé ne comporte aucun élément obligatoire : le sujet est souvent omis et un verbe peut constituer une phrase à lui seul ;
- le japonais ignore les accords en genre et en nombre grammaticaux : verbes, noms et adjectifs ne varient grammaticalement ni en genre, ni en nombre (la pluralité peut être optionnellement marquée par un suffixe) ;
- certains adjectifs se comportent comme des verbes ;
- la flexion verbale ignore la personne (« je », « tu », « il », etc.) ;
- la politesse fait l'objet d'un marquage grammatical et le système d'honorifiques est plus complexe que le vouvoiement du français ;
- La langue orale est fortement genrée, avec des constructions grammaticales et vocables différents selon le rôle de genre, et réputés féminins ou masculins[3],[4]. Dans leur Grammaire japonaise fondamentale (Kiso nihongo bunpo, 1995), Masuoka et Takubo consacrent un chapitre au sujet et indiquent que « D’une façon générale, les expressions féminines se caractérisent par le fait qu’elles évitent d’affirmer, d’être autoritaires et d’imposer leur point de vue aux autres. En revanche, les expressions masculines sont riches en assertions, ordres et autres tournures pour affirmer ou persuader »[5].

### En français
- Parlons japonais, 2 Tomes avec CD, Tomoko Higashi, Presses Universitaires de Grenoble.
- Manuel de japonais (2 volumes), de Kunio Kuwae, Langues et Mondes L'Asiathèque  (ISBN 978-2-915255-22-5 et 9782901795087).
- Grammaire japonaise systématique (2 volumes,  (ISBN 978-2-7200-1095-8 et 2720011347)), Reïko Shimamori, Éditions J. Maisonneuve.
- Hiroko Noda, « Place du coénonciateur : une étude de ‑ndesu en japonais », ELAD-SILDA, université Jean Moulin Lyon 3, no 10,‎ 20 décembre 2024 (ISSN 2609-6609, DOI 10.35562/elad-silda.1551)

### En anglais
- (en) A Dictionary of Basic Japanese Grammar, par Seiichi Makino et Michio Tsutsui, aux éditions The Japan Times  (ISBN 978-4-7890-0454-1).
- (en) First-up Japanese / Kyou kara hajimeru nihongo  (ISBN 978-4-87234-812-5).

### En japonais
- (ja) Shin nihongo no kiso (2 volumes,  (ISBN 978-4-906224-51-7 et 4906224822)).

### Méthodes de japonais
- 40 leçons pour parler japonais, Collection « Langue pour tous » POCKET.
- Pratiquez le japonais, Hidenobu Aiba, Collection « Langue pour tous » POCKET  (ISBN 2-266-10993-6).
- Le Japonais sans peine, Assimil. En 2 volumes de leçons Assimil et un livre de kanji.
- Les Kanjis dans la tête, de Yves Maniette.
- Minna no nihongo, en 2 volumes. Pour chaque volume il y a un livre en japonais uniquement avec des exercices, et un livre en français (ou allemand, portugais, etc.) expliquant la grammaire  (ISBN 978-4-88319-102-4 et 4883191036).
- Japanese for Busy People, en 3 volumes.
- Cours pratique de japonais, de Kunio Kuwae. Scolaire, complet, mais difficilement trouvable.
- Pratique du japonais, de Kunio Kuwae  (ISBN 978-2-915255-29-4).